# World Cup Italia '90
World Cup Italia '90 ou World Championship Soccer est un jeu vidéo de football édité par Sega sur Mega Drive et borne d'arcade (Sega Mega-Tech) en 1989.
Le jeu est porté sur de nombreux systèmes pendant les années 1990 et 1991 : Master System, Amiga, Atari ST, Amstrad CPC, Commodore 64, DOS et ZX Spectrum.

## Système de jeu
World Cup Italia '90 est un jeu vidéo de football dans lequel le joueur contrôle une équipe de onze joueurs. La caméra est située en haut de la tête des joueurs (ce qui fait qu'on ne peut voir leur visage). On peut rejouer la coupe du monde de football de 1990, mais on peut aussi faire un match amical seul contre le CPU, ou alors avec une autre personne.
Dans ce jeu les tacles ne sont pas sanctionnés, ainsi même si on y effectue un tacle de face en plein sur les pieds de l'adversaire, ce ne sera pas pris en compte par l'arbitre. Il en va de même pour les "mains" et "hors-jeu". L'arbitre ne siffle que les sorties du ballon hors du terrain[réf. nécessaire].
Les noms des joueurs ont été tronqués, parce que le jeu n'avait pas la licence.
Ce jeu peut aussi se démarquer par le fait qu'il propose un tir au but, si, au terme des deux fois 45 minutes de match et deux fois 15 minutes de prolongations, on avait toujours match nul.

## Équipes jouables
| - États-Unis - Mexique - Pérou - Brésil - Argentine - Uruguay | - Maroc - Angleterre - Écosse - Italie - France | - Espagne - Pays-Bas - Algérie - Danemark - Belgique - Hongrie - Yougoslavie | - Pologne - Union soviétique - Allemagne de l'Ouest - Chine - Japon - Corée du Sud |

## Développement
World Cup Italia '90 est développé et édité par Sega pour Mega Drive et borne d'arcade (Sega Mega-Tech) en 1989.
Le jeu est porté sur de nombreux systèmes pendant les années 1990 et 1991 : Master System, Amiga, Atari ST, Amstrad CPC, Commodore 64, DOS et ZX Spectrum.
La version Master System est développé par Sega en coopération avec Ing Olivetti et Virgin Mastertronic et édité par Sega.
Le jeu bénéficie de plusieurs portages sur micro-ordinateurs pour l'Europe, qui sont développés par Motivetime et édités par Elite Systems. Les sorties les plus tardives fin 1990 et 1991 voient le titre du jeu changé en World Championship Soccer et en 1995 par Sega Soccer pour la cartouche Mega 6 Vol.3 qui inclut six jeux megadrive.